# لاوندولانیت
لاوندولانیت  (به انگلیسی: Lavendulanite) با فرمول شیمیایی (CaNa)2 Cu5 [Cl(AsO4)4]. 4-5H2O از مجموعه کانی هاست و ازرنگ اسطوخودوس (lavand) گرفته شده‌است. متغیر برای اولین بار در شیلی کشف شد و از نظر شکل بلور: پهن و کوتاه، رنگ: آبی - آبی اسوخودوس، شفافیت: شفاف، جلا: شیشه‌ای - ابریشمی، رخ: خوب - مطابق با، سیستم تبلور: ارترومبیک و در رده‌بندی آرسنیات است  و منشأ تشکیل آن ثانوی است.
همایند کانی‌شناسی (پارانژ) آن - اریتریت- الیونیت است
، از نظر ژیزمان فلسی - آگرگاتهای رشته‌ای و خوشه‌ای - پوسته‌ای و قشری کمیاب است و بیشتر در چک اسلواکی، آلمان، شیلی، آمریکا و ایران یافت می‌شود.

## منبع
- پردیس کشاورزی ایران